# 局所凸位相ベクトル空間
関数解析学および関連する数学の分野において、局所凸位相ベクトル空間（きょくしょとついそうベクトルくうかん、英: locally convex topological vector space）あるいは局所凸空間（locally convex space）は、ノルム空間を一般化する位相ベクトル空間（TVS）の例である。それらは、均衡かつ併呑な凸集合の平行移動によって位相が生成されるような位相ベクトル空間として定義される。または代わりに、それらは半ノルムの族を伴うベクトル空間として定義され、その族に関して位相を定義することが出来る。一般にこのような空間は必ずしもノルム化可能ではないが、零ベクトルに対する凸局所基の存在はハーン＝バナッハの定理の成立を保証する上で十分に強く、その結果として連続線型汎函数に関する豊富な理論がもたらされた。
フレシェ空間は、距離化可能かつその距離に関して完備であるような局所凸空間である。それらは、ノルムに関する完備ベクトル空間であるようなバナッハ空間の一般化である。

## 定義
V を、複素数の部分体 K（通常は C 自身か、実数体 R）上のベクトル空間とする。局所凸空間は、凸集合あるいは半ノルムに関して定義される。

### 凸集合による定義
V 内のある部分集合 C について、以下が成り立つ：
1. C が凸であるとは、C 内の任意の x, y と 0 ≤ t ≤ 1 に対して、tx + (1 – t)y が C 内に含まれることを言う。これを言い換えると、C はその内部の点の間のすべての線分を含むということになる。
2. C が circled であるとは、C 内の任意の x に対して、|λ| = 1 ならば λx が C 内に含まれることを言う。K = R であるなら、このことは C が原点を通るその鏡映と等しいことを意味する。K = C に対しては、このことは C 内の任意の x によって生成される一次元複素部分空間において、x を通る原点中心の円板を C が含むことを意味する。
3. C が（考えている体が順序付けられている場合に）錐であるとは、C 内の任意の x と 0 ≤ λ ≤ 1 に対して、λx が C 内に含まれることを言う。
4. C が均衡であるとは、C 内の任意の x に対し、|λ| ≤ 1 であるなら λx が C 内に含まれることを言う。K = R であるなら、このことはもし x が C 内にあるなら、C は x と −x の間の線分を含むことを意味する。K = C に対してこのことは、C 内の任意の x が生成する一次元複素部分空間において、原点を中心とし x を境界に置く円板を C が含むことを意味する。また同値であるが、均衡集合は circled な錐である。
5. C が併呑であるとは、すべての t > 0 についての tC の合併が V 全体であること、あるいは同値であるが V 内のすべての x に対し、tx が C に含まれるようなある t > 0 が存在することを言う。集合 C は、その空間内のすべての点を併呑するために膨張させることが出来る。
6. C が絶対凸であるとは、それが均衡かつ凸であることを言う。

より簡潔に、V のある部分集合が絶対凸であるとは、係数の絶対和が ≤ 1 であるような線型結合の下で閉じていることを言う。そのような集合は、V 全体を張るとき、併呑と呼ばれる。
局所凸位相ベクトル空間とは、原点が絶対凸併呑集合の局所基を持つような位相ベクトル空間のことを言う。平行移動は（位相ベクトル空間の定義より）連続であるため、すべての平行移動は位相同型であり、したがって原点の近傍のすべての基は与えられた任意のベクトルの近傍に対する基へと平行移動することが出来る。

### 半ノルムによる定義
V 上の半ノルムとは、次を満たす写像 p: V → R のことを言う：
1. p は非負あるいは半正定値。すなわち p(x) ≥ 0。
2. p は正同次あるいは正スケール化可能。すなわち、すべてのスカラー λ に対して p(λx) = |λ|⋅p(x) となる。したがって、特に p(0) = 0 が成り立つ。
3. p は劣加法的で、次の三角不等式を満たす。p(x + y) ≤ p(x) + p(y)。

p が正定値であるなら、すなわち p(x) = 0 のとき x = 0 であるなら、p はノルムである。一般に半ノルムは必ずしもノルムではないが、半ノルムの族に対する類似の性質である分離性（separatedness）が後述のように定義される。
局所凸空間は、半ノルムの族 {pα}α∈A に沿ったあるベクトル空間 V として定義される。その空間は自然な位相である、半ノルムの始位相をもたらす。言い換えると、それはすべての写像
{\displaystyle p_{\alpha ,y}\colon V\to \mathbf {R} ;\;x\mapsto p_{\alpha }(x-y)\quad (\forall y\in V,\,\alpha \in A)}
が連続であるような最も粗い位相である。この位相に対する y の近傍の基は、次の方法で定義することが出来る：A のすべての有限部分集合 B と、すべての ε > 0 に対して、
{\displaystyle U_{B,\varepsilon }(y)=\{x\in V:p_{\alpha }(x-y)<\varepsilon \ (\forall \alpha \in B)\}}
を定める。次に注意されたい。
{\displaystyle U_{B,\varepsilon }(y)=\bigcap _{\alpha \in B}(p_{\alpha ,y})^{-1}([0,\varepsilon )).}
この位相においてベクトル空間の演算が連続であることは、前述の性質 2 および 3 より従う。結果として得られる位相ベクトル空間は、各 UB,ε(0) が絶対凸かつ併呑であるため（特に後者の性質は平行移動に対して保存されるため）、局所凸である。

### 二つの定義の同値性
近傍基に関する定義はより良い幾何的な表現を与えるものであるが、半ノルムに関する定義は実際に扱う上でより簡単なものとなる。それら二つの定義の同値性は、ミンコフスキー汎函数あるいはミンコフスキーゲージとして知られる構成法によって従う。ε-球の凸性を保証する半ノルムのキーとなる性質は、三角不等式である。
C 内の x に対し、0 ≤ t ≤ 1 ならば tx も C 内にあるような併呑集合 C を考える。C のミンコフスキー汎函数を次で定義する。
{\displaystyle \mu _{C}(x)=\inf\{\lambda >0:x\in \lambda C\}.}
この定義より、C が均衡かつ凸（また仮定より併呑）であるなら、μC は半ノルムとなる。逆に、半ノルムの族が与えられたとき、集合
{\displaystyle \{x:p_{\alpha _{1}}(x)<\varepsilon ,\dotsc ,p_{\alpha _{n}}(x)<\varepsilon \}}
は凸併呑均衡集合の基を形成する。

## さらなる定義と性質
- 半ノルムの族 {pα}α がトータル（total）あるいは分離（separated）であるとは、すべての α に対して pα(x) = 0 が成り立つときは常に x が 0 となることを言う。局所凸空間がハウスドルフであるための必要十分条件は、それが半ノルムの分離族を持つことである。多くの研究者はハウスドルフの条件を定義に含めている。

- 擬距離は距離の一般化で、d(x, y) = 0 が成り立つのは x = y の場合に限る、という条件を満たさないものである。局所凸空間が、擬距離によってその位相が生じるという意味で擬距離化可能であるための必要十分条件は、それが可算個の半ノルムの族を持つことである。実際、同一の位相を導く擬距離はこのとき

{\displaystyle d(x,y)=\sum _{n}^{\infty }{\frac {1}{2^{n}}}{\frac {p_{n}(x-y)}{1+p_{n}(x-y)}}}
で与えられる（ここで 1/2n は任意の正の総和可能な列 an で置き換えることが出来る）。この擬距離は平行移動不変であるが、d(kx, ky) ≠ |k|d(x, y) となるという意味で非同次であり、したがって（擬）ノルムを定義することは無い。擬距離が正当な距離であるための必要十分条件は、半ノルムの族が分離であることである。実際そのような場合は、空間がハウスドルフであるときにのみ成り立つからである。さらに空間が完備であるなら、その空間はフレシェ空間と呼ばれる。
- 任意の位相ベクトル空間と同様に、局所凸空間もまた一様空間である。したがって一様連続性や一様収束、コーシー列について論じることが出来る。

- 局所凸空間内のコーシーネット（英語版）とは、すべての ε > 0 およびすべての半ノルム pα に対して、λ, μ > κ ならば pα(xλ − xμ) < ε を満たす κ が存在するようなあるネット {xκ}κ のことを言う。言い換えると、そのようなネットはすべての半ノルムについて同時にコーシー的でなければならない。距離化可能なフレシェ空間とは異なり、一般の空間は非可算の擬距離の族によって定義されることもあり得るため、ここでの完備性の定義は、列を使ったより有名なものの代わりにネットを使って行う。定義により、可算であるような列はそのような空間において収束を特徴付ける上で十分ではない。局所凸空間が完備一様空間であるための必要十分条件は、すべてのコーシーネットが収束することである。

- 半ノルムの族が関係 pα ≤ pβ の下で前順序となるための必要十分条件は、すべての x に対して pα(x) ≤ Mpβ(x) となるようなある M > 0 が存在することである。その族が結びとして加法を伴う有向集合であるなら、言い換えるとすべての α および β に対して pα + pβ ≤ pγ を満たす γ が存在するなら、その族は半ノルムの有向族（directed family of seminorms）と呼ばれる。すべての半ノルムの族は、同一の位相を定義するという意味で同値な有向族を持つ。実際、与えられた族 {pα}α ∈ I に対して、I の有限部分集合からなる集合を Φ とすると、Φ 内のすべての F に対して

{\displaystyle q_{F}=\sum _{\alpha \in F}p_{\alpha }.}
が定義される。{qF}F ∈ Φ は同値な有向族であることが確かめられる。
- 空間の位相が単一の半ノルムによって導かれるなら、その空間は半ノルム化可能（seminormable）と言われる。有限の半ノルムの族を伴う任意の局所凸空間は半ノルム化可能である。さらに空間がハウスドルフ（族が分離される）なら、その空間は半ノルムの和によって与えられるノルムによってノルム化可能である。開集合に関して、局所凸位相ベクトル空間が半ノルム化可能であるための必要十分条件は、0 が有界な近傍を持つことである。

## 例と反例

### 局所凸空間の例
- すべてのノルム空間はハウスドルフな局所凸空間であり、局所凸空間の理論のほとんどは、一部のノルム空間の理論を一般化するものである。半ノルムの族は単一のノルムとして取られる。すべてのバナッハ空間は完備かつハウスドルフな局所凸空間であり、特に p ≥ 1 に対するLp-空間は局所凸である。
- より一般に、すべてのフレシェ空間は局所凸である。フレシェ空間は、半ノルムの分離可算族を伴う完備局所凸空間として定義できる。
- 実数列の空間 Rω で、半ノルム族{\displaystyle p_{i}(\{x_{n}\}_{n})=|x_{i}|\qquad (i\in \mathbf {N} )}を備えるものを考える。この半ノルムの可算族は完備かつ可分であるため、その空間はノルム化可能ではないフレシェ空間である。その空間はまた、有限列に無限個の 0 を付けくわえて無限列にする自然な方法で Rω に埋め込まれる空間 Rn の極限位相となることに注意されたい。
- 任意のベクトル空間 V と、その上の線型汎函数の集まり F が与えられたとき、F 内のすべての線型汎函数を連続にしながら最も弱い位相を与えることで、V は局所凸位相ベクトル空間に作り変えることが出来る。これは F によって定められる弱位相あるいは始位相（英語版）として知られる。その集まり F は V あるいは他の任意の集まりの代数的双対である。この場合の半ノルムの族は、F 内のすべての f に対して pf(x) = |f(x)| で与えられる。
- 微分可能な函数の空間は、他のノルム化不可能な例を与える。a と b を多重指数としたとき、|xaDbf| < ∞ を満たすような滑らかな関数 f : Rn → C の空間を考える。pa,b(f) ≔ |xaDbf(x)| で定義される半ノルムの族は分離かつ可算であり、その空間は完備なので、距離化可能なフレシェ空間である。これはシュワルツ空間あるいは急減少函数の空間であり、その双対空間は緩増加超函数（英語版）の空間である。
- 函数解析学における一つの重要な函数空間として、U ⊆ Rn 内のコンパクトな台を持つ滑らかな函数の空間 D(U) が挙げられる。C ∞
0 (U) は一様ノルムについて完備でないため、そのような空間の位相についてはより詳細な構成が必要となる。D(U) 上の位相は次のように定義される：任意の固定されたコンパクト集合 K ⊂ U に対し、台 supp(f) ⊂ K を持つ函数 f ∈ C ∞
0 (U) の空間 C ∞
0 (K) は、可算個の半ノルムの族 ‖ f ‖m ≔ |Dmf(x)| を伴うフレシェ空間である（そのような半ノルムは実際にはノルムであり、ノルム ‖ • ‖m を伴う空間 C ∞
0  はバナッハ空間 Dm(K) である）。包含によって向き付けられ、すべての合併が U に等しいようなコンパクト集合の任意の集まり {Kλ}λ が与えられたとき、C ∞
0 (Kλ) は順系を形成し、D(U) はその系の極限として定義される。そのようなフレシェ空間の極限はLF空間として知られている。より具体的に D(U) は、各包含写像 C ∞
0 (Kλ) ↪ D(U) を連続にするような終位相（英語版）を伴うすべての C ∞
0 (Kλ) の合併である。この空間は局所凸かつ完備である。しかし、距離化可能でないためフレシェ空間ではない。D(Rn) の双対空間は、Rn 上の超函数の空間である。
- より抽象的に、ある位相空間 X が与えられたとき、X 上の（必ずしも有界でない）連続函数の空間 C(X) には、コンパクト集合上の一様収束の位相を与えることが出来る。この位相は半ノルム φK(f) ≔ max{|f(x)| : x ∈ K} によって定義される（K は X のすべてのコンパクト部分集合の有向集合について変動する）。X が局所コンパクトであるとき（例えば、Rn 内の開集合であるとき）、ストーン＝ワイエルシュトラスの定理が適用される。すなわち、実数値函数の場合、点を分離し、定数函数を含むような C(X) の任意の部分代数（例えば、多項式の部分代数）は、稠密である。

### 局所凸性を持たない空間の例
位相ベクトル空間の多くは局所凸である。局所凸性を持たない空間の例には、以下のようなものがある：
- 0 < p < 1 に対する空間 Lp([0, 1]) で、次のF-ノルムを備えるもの。

{\displaystyle \|f\|_{p}=\int _{0}^{1}|f(x)|^{p}\,dx}
このような空間は、ゼロの唯一つの凸近傍が全空間となるため、局所凸ではない。より一般に、アトムレス（atomless）な有限測度 μ を備える、0 < p < 1 に対する空間 Lp(μ) は局所凸ではない。
- 単位区間 [0, 1] 上の可測函数の空間（ほとんど至る所で等しい函数は同一視する）は、平行移動不変な距離によって定義されるベクトル空間位相を持つ。すなわち

{\displaystyle d(f,g)=\int _{0}^{1}{\frac {|f(x)-g(x)|}{1+|f(x)-g(x)|}}\,dx}
（この距離は可測函数の測度収束を導く。確率変数に対して、測度収束は確率収束である）。この空間はしばしば L0 と記述される。
上の例はいずれも、実数への任意の連続線型写像は 0 であるという性質を持つ。特にそれらの双対空間は自明、すなわち、ゼロ汎函数のみを含む。
- 0 < p < 1 に対する数列空間 ℓp は局所凸ではない。

## 連続線型写像
局所凸空間はベクトル空間であるとともに位相空間であるので、二つの局所凸空間の間で考えられる自然な函数は連続線型写像である。半ノルムを用いることで、線型写像の連続性に対する必要十分条件は、バナッハ空間に対して知られているより有名な有界性の条件と非常に似たものとして与えられる。
それぞれ半ノルムの族 {pα}α および {qβ}β を備える局所凸空間 V および W が与えられたとき、ある線型写像 T : V → W が連続であるための必要十分条件は、すべての β に対して、V 内のすべての v が
{\displaystyle q_{\beta }(Tv)\leq M\left(p_{\alpha _{1}}(v)+\dotsb +p_{\alpha _{n}}(v)\right)}
を満たすような α1, α2, ..., αn および M > 0 が存在することである。これを言い換えると、T の値域の各半ノルムが定義域内の半ノルムのある有限和によって上から評価される、となる。族 {pα}α が有向族で、上述のように向き付けられるように常に選ばれるなら、上の式はより簡単かつ有名な次の形になる：
{\displaystyle q_{\beta }(Tv)\leq Mp_{\alpha }(v).}
すべての局所凸位相ベクトル空間の類は、射としての連続線型写像を伴う圏を形成する。